# 上場投資信託
上場投資信託（じょうじょうとうししんたく）とは、金融商品取引所で取引される投資信託のことである。ETF（英語: exchange-traded fund）、上場投信という略称がよく用いられる。
一般の投資信託は金銭の出入りにより解約設定されるが、ETFは投信会社指定の現物金融商品によることもできる。また、一般の投資信託は組み入れ資産だけを証券化するのに対して、ETFは投資家の拠出する現物まで証券化する。
ミクロ経済への効果として、機動的にポートフォリオの構築と変更ができるようになる。仮想通貨と並び、世界金融危機の避難先として活用されている。
取引手法はコストも含めて株式と同様である。ユーロクリアなどの証券集中保管機関が振替を担い、現物はカストディアンが保管することで、技術面での流動性が担保されている。
ファンドの保有資産から生まれる配当等の利益(インカムゲイン)は、税法上ファンドの運用資産にはならず、信託報酬などの費用を除き全て決算で持ち分に応じて分配される。

## 上場投資信託の種類

### 指数連動型
上場投資信託は、主流の指数連動型上場投資信託と、それ以外のものに分かれる。指数連動型上場投資信託とは、その価格がTOPIXや日経平均株価やS&P500指数などの株価指数、商品価格、商品指数などの指数に連動するようにつくられたインデックスファンドの一種で、証券取引所に上場している株式と同様に取引できる。
通常のオープンエンド型の投資信託は、一般の投資家から資金を受け取る度に受益証券を発行するのに対し、上場投資信託では一般投資家の取次ぎを行うのとは別で証券会社(指定参加者)が、拠出した資金の基準価額ごともしくはその対象となる株価指数を構成する株式を指数に連動するような構成比でユニット化した現物株式を拠出した場合に受益証券を受け取ることになっており(発行市場)、これらの指定参加者が証券取引所(流通市場)で放出した受益証券を一般の多くの投資家が取引して、取引所価格が決定する仕組みになっている。ETFの価値としては取引所価格、基準価額(NAV 一日一回精算された純資産を口数で割ったもの)、インディカテイブNAV(取引時間中のETFの推定純資産を口数で割ったもの)があり、これらは一致しないが、ETFが安ければ指定参加者が取引所で購入してETFと引き換えに現物を得てそれを売却、高ければ、現物を拠出してETFを放出することで価格が調整され概ね同程度になる。ETF運用会社はこれらの価値や指定参加者の一覧、株式バスケットの内容等を公開している。

### 連動型以外
指数連動型以外のETFは、円換算した指数に連動するリンク債を裏付けとして受益証券を発行する。金などの貴金属や商品先物、債券やREITなどに投資するタイプである。この場合、リンク債の信用リスクを包含することになる。つまり、海外の株価指数に連動するものや、コモディティの価格に連動するものにこの仕組みを使用する場合がある。例として、純金上場信託（現物国内保管型）（1540）と SPDRゴールドシェア（1326）と 金価格連動上場投資信託（1328）で比較すると、同じ金ETFであるが、純金上場信託（現物国内保管型）は現物の金に投資し 1kg単位で金地金と交換できるのに対して、SPDRゴールドシェアは現物の金に投資するが金地金には交換できない。また、金価格連動上場投資信託は金価格に連動するリンク債に投資している。また、金銭の拠出を受け、その金銭で投資対象となる株や先物に投資を行う仕組みもある。

### テーマ型ETF
研究によれば、AIテーマ型ETFのようなテーマ型投資の定義には、しばしば不透明な選定基準による主観的な側面があることが示されています。透明性を向上させるために、企業の開示情報を活用したデータ駆動型の手法が提案されています。最近、SECは市場の熱狂を利用するためにAIへの関与を誇張したとして、2人の投資顧問を「AIウォッシング」の容疑で起訴しました。

## 買い易さ
一般的な投資信託と異なり、投資信託そのものの販売手数料は掛からない。つまり株式の売買手数料ですむ。投資信託の中では特に合理化されている。信託報酬は、委託会社（ファンドの運用の指図を行なう者）と受託会社（ファンドの財産の保管および管理を行なう者）に対して、信託財産の純資産総額に一定の率を乗じた報酬が信託財産から支払われる。信託報酬は、一般的に同じ指数に連動を目指すインデックスファンドと比較して安くなる傾向がある。
他にも購入利点を挙げられる。取引所取引なので価格をリアルタイムで確認できる。信用取引もできる。
組み入れ資産が頻繁に公開されるのも特徴である。これは裁定取引の好機となった。
まず、或るETFが人気になって原資産よりプレミアムが付いた場合。指定参加者 (Authorized Participant=AP) は、その公開内容とぴったり一致する資産のバスケットをDTCCというアメリカの証券集中保管機関を通じてカストディアンにデリバーすることで新株 (Creation Unit) の発行を受けた。逆に或るETFが売り叩かれて原資産より安くなった場合。指定参加者は割安になっているETFを場で拾うと同時にそのETFを構成している個々の銘柄をショートする。そしてETFをカストディアンに持ち込むと同時にリデンプション・ユニット (Redemption Unit) と呼ばれる個々の現物銘柄のバスケットを受け取った。
このような危険性の低い裁定取引で、2011年9月にUBSのトレーダーが巨額の損失事件を起こし注目された。

## 市場拡大
1990年3月にカナダのトロント証券取引所にTIPS35が上場された。
その後アメリカでは、1993年1月22日にS&P 500指数に連動することを目的として運用されているSPDR S&P 500（NYSE Arca: SPY）がステート・ストリートから上場された。更にニューヨーク・ダウ工業株30種に連動するSPDR Dow Jones Industrial Average ETF（NYSE Arca: DIA）、ナスダック100指数に連動するInvesco QQQ Trust, Series 1（NASDAQ: QQQ）など多数ある。
2000年代から世界のETFは残高を本格的に拡大した。同年5月にバークレイズ・グローバル・インベスターズ（2009年からブラックロック）が一挙に50ファンドを設定した。世界の残高は2001年に1000億ドルを超えて、2011年末現在では1兆3475億ドルに達した。世界の全投信残高に対するETF残高の比率は1999年の0.3%から2010年末に5.3%へ拡大した。
2002-6年に合成指数型がシェアを急拡大し多様化を象徴した。2009年3月、ドイツのxetraに、db x-trackers db Hedge Fund Index ETF (ISIN: LU0328476337) が上場された。世界で初めてヘッジファンドに投資するETFが登場した。

### 日本
日本では、1995年5月29日に全国8証券取引所に日経300株価指数連動型上場投資信託（300投信）が日本国内で初めて上場された。2001年7月13日に東証と大証に合計5銘柄が日本国内上場された。現在では日経平均株価やTOPIXといった株価指数に連動する株価指数連動型の上場投資信託が一般的に取引できる。また、金の価格に連動する金価格連動型ETFや不動産価格に連動するREIT指数連動型ETFなどもある。2008年6月6日の金融商品取引法の改正により商品現物交換型ETFが認可された。
海外の主要な株価指数に連動する海外ETFなどは外国株式を取引できる日本の証券会社各社で売買できる。S&P 500など外国の株価指数のETFのいくつかは東京証券取引所にも上場している。
日米ではETFの残高が増えたことによりマーケットメイクの在り方が試行錯誤されている。2018年7月2日に東京証券取引所がETF市場でマーケットメイク制度を導入した。
2021年2月には東京証券取引所が、主に機関投資家向けの市場活性化を狙い、RFQプラットフォーム "CONNEQTOR" を稼働させた。
2025年6月、日本資産運用基盤グループにより、日本市場において初となる本格的なETFホワイトレーベルサービスの提供開始を発表。本サービスは、従来の運用会社が自ら担っていた上場申請、当局対応、運用体制整備といった複雑なプロセスをアウトソース可能とするもの。これにより、独立系運用会社や海外運用会社、さらにはIFA（独立系ファイナンシャルアドバイザー）による参入が容易となり、投資家の多様なニーズに応えるETF商品の開発・提供が可能となる。

## マネージド・アカウントでの組入れ
ETF保有者層は欧州で8割が機関投資家なのに対し、アメリカでは個人投資家の割合が高めである。後者の要因としてマネージド・アカウント（Managed account）を紹介する。
マネージド・アカウントは、金融機関の営業担当者と個人投資家が投資一任契約をむすび、顧客の運用資産総額に応じて運用手数料が生じる仕組みである。1995年、証券取引委員会がフィナンシャル・アドバイザーの報酬制度が個別銘柄の売買によるコミッションを基準としていることを問題として、メリルリンチ社長（Daniel P. Tully）を長に、ウォーレン・バフェットまで招いて委員会を発足した。このタリー委員会が総額基準を提言したのである。1995年にスミス・バーニーがマルチ・ディシプリン・アカウント (MDA) を開発した。MDAは異なる組み入れ資産および運用スタイルを組み合わせた商品である（複数の資産運用会社が運用を担当する）。MDAの最低投資金額は10万ドルに抑えられ、マネージド・アカウントの大衆化に貢献した。
マネージド・アカウントのETF組入れは宿命であった。マネージド・アカウントの普及につれて、フィナンシャル・アドバイザーは手数料に飢えた。そこで、資産運用会社から販売会社へのキックバック料金が高いものを売り込んだり、手数料の高すぎる投信を組み入れたりしていた。マネージド・アカウントにかぎらず、当時の証券会社の取扱い商品は自社もしくはグループ傘下の資産運用会社の投信に偏っていた。これが2003-4年にアメリカの「投信・保険不正問題」として世論に攻撃された。2003年9月マネージド・アカウント最大手のモルガン・スタンレーが不当なキックバックを理由に当局から200万ドルの罰金を課され、業界はショックを受けた。マネージド・アカウントの組入れ資産は多様化し、フィナンシャル・アドバイザーは解雇されていった。世界金融危機でワイヤーハウスと呼ばれる個人向け証券業務を行っている4大証券会社（モルガン・スタンレー、メリルリンチ、ウェルズ・ファーゴ、UBSアメリカ）は全て銀行となった。2010年ドッド・フランク法が成立し、大銀行は自己資本の活用しない分野で収益をあげる必要に迫られた。2008年から2013年にかけて、マネージド・アカウントの組入れ資産に対するETFの割合は2.8％から9.5％に上がった。